# Municipio de Tamazunchale
El municipio de Tamazunchale es uno de los 59 municipios del estado mexicano de San Luis Potosí. Su cabecera es la localidad de Tamazunchale.

## Geografía
El municipio de Tamazunchale colinda al norte con los municipios de Matlapa y Tampacán, al este con San Martín Chalchicuautla, y al sur y al oeste con el Estado de Hidalgo.

## Localidades
| Localidad       | Población |
| --------------- | --------- |
| Tamazunchale    | 21 614    |
| Chapulhuacanito | 3 318     |
| Tezapotla       | 2 536     |
| Tlalnepantla    | 2 279     |